# Rajd Austrii 1967
Rajd Austrii 1967 (38. International Österreichische Alpenfahrt) – 38 International Österreichische Alpenfahrt, rajd samochodowy rozgrywany w Austrii od 10 do 14 maja 1967 roku. Była to siódma runda Rajdowych Mistrzostw Europy w roku 1967. Rajd został rozegrany na nawierzchni szutrowej.

## Klasyfikacja rajdu
| Miejsce                      | Kierowca                     | Pilot                        | Samochód                     | Czas                         | Strata                       |
| Klasyfikacja generalna i ERC | Klasyfikacja generalna i ERC | Klasyfikacja generalna i ERC | Klasyfikacja generalna i ERC | Klasyfikacja generalna i ERC | Klasyfikacja generalna i ERC |
| ---------------------------- | ---------------------------- | ---------------------------- | ---------------------------- | ---------------------------- | ---------------------------- |
| 1.                           | Sobiesław Zasada             | Dobrzański Jerzy             | Porsche 911 S 2.0            | 2:02:58.4                    | -                            |
| 2.                           | Lasse Jönsson                | Lasse Ericsson               | Saab 96 V4                   | 2:03:50.6                    | +52.2                        |
| 3.                           | Richard Bochnicek            | Günther Pfisterer            | Citroën DS 21                | 2:04:56.3                    | +1:57.9                      |
| 4.                           | Dieter Lambart               | Hans Vogt                    | Opel Rekord Sprint           | 2:04:58.2                    | +1:59.8                      |
| 5.                           | Klaus Reichel                | Peter Pohl                   | BMW 2000 Ti                  | 2:07:50.0                    | +4:51.6                      |
| 6.                           | Carl Christian Schindler     | Manfred Stephany             | Volvo 122 S                  | 2:09:42.8                    | +6:44.4                      |
| 7.                           | Walter Roser                 | Peter Jakl                   | Renault 8 Gordini            | 2:10:23.1                    | +7:24.7                      |
| 8.                           | Arne Hallgren                | Stig Eriksson                | Saab 96 V4                   | 2:10:34.7                    | +7:36.3                      |
| 9.                           | Heinz Weiner                 | Judith Loos                  | Citroën DS 21                | 2:10:44.4                    | +7:46.0                      |
| 10.                          | Loisl Wiener                 | Antonie Wiener               | Glas 1304                    | 2:11:14.6                    | +8:16.2                      |